# Суд по интеллектуальным правам
Суд по интеллектуальным правам — специализированный арбитражный суд, рассматривающий в пределах своей компетенции в качестве суда первой и кассационной инстанций дела по спорам, связанными с защитой интеллектуальных прав.
Суд по интеллектуальным правам является первым специализированным судом в России.
Местом постоянного пребывания определён город Москва.

## История
Создание специализированного суда по интеллектуальным правам обсуждалось в 2010 году на заседании президиума ВАС РФ и на совещании председателей арбитражных судов, прошедшем в Самаре.
Параллельно разрабатывался законопроект о создании Высшего Патентного суда РФ, который впоследствии был отвергнут.
7 декабря 2011 года вступил в силу федеральный конституционный закон № 4-ФКЗ «О внесении изменений в Федеральный конституционный закон „О судебной системе Российской Федерации“ и Федеральный конституционный закон „Об арбитражных судах в Российской Федерации“ в связи с созданием в системе арбитражных судов Суда по интеллектуальным правам», который предусматривал создание Суда по интеллектуальным правам не позднее 1 февраля 2013 года.
14 сентября 2012 года председатель Высшего Арбитражного Суда РФ Антон Александрович Иванов заявил, что суд по интеллектуальным правам может начать работу через полтора-два месяца.
Указом Президента РФ от 1 декабря 2012 года № 1580 председателем Суда по интеллектуальным правам была назначена Людмила Александровна Новосёлова.
3 июля 2013 года согласно постановлению Пленума ВАС РФ Суд по интеллектуальным правам начал свою работу.

## Полномочия
Суд по интеллектуальным правам в качестве суда первой инстанции рассматривает:
1) дела об оспаривании нормативных правовых актов федеральных органов исполнительной власти, затрагивающих права и законные интересы заявителя в области правовой охраны результатов интеллектуальной деятельности и средств индивидуализации, в том числе в сфере патентных прав и прав на селекционные достижения, права на топологии интегральных микросхем, права на секреты производства (ноу-хау), права на средства индивидуализации юридических лиц, товаров, работ, услуг и предприятий, права использования результатов интеллектуальной деятельности в составе единой технологии;
2) дела по спорам о предоставлении или прекращении правовой охраны результатов интеллектуальной деятельности и приравненных к ним средств индивидуализации юридических лиц, товаров, работ, услуг и предприятий (за исключением объектов авторских и смежных прав, топологий интегральных микросхем), в том числе:
- об оспаривании ненормативных правовых актов, решений и действий (бездействия) федерального органа исполнительной власти по интеллектуальной собственности, федерального органа исполнительной власти по селекционным достижениям и их должностных лиц, а также органов, уполномоченных Правительством Российской Федерации рассматривать заявки на выдачу патента на секретные изобретения;
- об оспаривании решения федерального антимонопольного органа о признании недобросовестной конкуренцией действий, связанных с приобретением исключительного права на средства индивидуализации юридического лица, товаров, работ, услуг и предприятий;
- об установлении патентообладателя;
- о признании недействительными патента на изобретение, полезную модель, промышленный образец или селекционное достижение, решения о предоставлении правовой охраны товарному знаку, наименованию места происхождения товара и о предоставлении исключительного права на такое наименование, если федеральным законом не предусмотрен иной порядок их признания недействительными;
- о досрочном прекращении правовой охраны товарного знака вследствие его неиспользования.

Суд по интеллектуальным правам в качестве суда кассационной инстанции рассматривает:
1) дела, рассмотренные им по первой инстанции;
2) дела о защите интеллектуальных прав, рассмотренные арбитражными судами субъектов Российской Федерации по первой инстанции, арбитражными апелляционными судами.

## Рассмотрение дел
В структуре дел, рассмотренных Судом по интеллектуальным правам по первой инстанции за первые десять месяцев своей работы, 48 % составляют дела о досрочном прекращении охраны товарного знака. Среди дел, связанных с защитой интеллектуальных прав (рассмотренных в качестве суда кассационной инстанции), 19 % составляют дела с нарушением авторских прав, 7 % — с нарушением смежных прав и около 5 % дел связаны с нарушением прав на патенты, остальные — нарушения прав на товарные знаки, знаки обслуживания, фирменные наименования..
При оценке качества рассмотрения дел Судом по интеллектуальным правам отмечается объективный и очень внимательный подход к сложному делу (в качестве примера приведено дело, по которому нужно было оценить новизну запатентованной конструкции и Суд по интеллектуальным правам получил консультации сразу от трех докторов различных наук). А отмена Президиумом решения первой инстанции Суда по интеллектуальным делам (по делу о товарном знаке «Гагаринский», по которому Суд ответил на вопрос о том, при каких условиях можно считать, что регистрацией товарного знака нарушены права на имя известного человека) по мнению эксперта свидетельствует о независимости судей. Также положительно оценена рекомендация запрещать до окончания рассмотрения дела передачу доменных имен, предположительно нарушающих права истца на товарный знак.